# Delidzsán megye

Markazi tartomány megyéinek elhelyezkedése

Delidzsán megye (perzsául:شهرستان دلیجان ) Irán Markazi tartományának egyik délkeleti megyéje az ország középső, nyugati részén. Északon Kom tartomány, keleten, délkeleten és délen az Iszfahán tartományban fekvő Kásán megye és Sáhinsahr és Mejme megye, nyugatról Mahallát megye, északnyugatról Arák megye és Ástiján megye határolják. Székhelye a 31 000 fős Delidzsán városa. Második legnagyobb városa a 2500 fős Narák. A megye lakossága 43 388 fő, területe 2500 km². A megye egyetlen kerületből áll: Központi kerület.

## Fordítás
- Ez a szócikk részben vagy egészben  a   Delijan County című angol Wikipédia-szócikk ezen változatának fordításán alapul.  Az eredeti cikk szerkesztőit annak laptörténete sorolja fel. Ez a jelzés csupán a megfogalmazás eredetét és a szerzői jogokat jelzi, nem szolgál a cikkben szereplő információk forrásmegjelöléseként.